# Rapisma propinquum
Rapisma propinquum är en insektsart som beskrevs av P. Barnard och Tim R. New 1985. Rapisma propinquum ingår i släktet Rapisma och familjen Rapismatidae. Inga underarter finns listade i Catalogue of Life.